# Cânone de Melito
O cânone de Melito ou cânone de Melitão é o cânone bíblico atribuído a Melito de Sardis, um dos primeiros Padres da Igreja do século II.

## O cânone cristão mais antigo do Antigo Testamento
Melito fornece o que é possivelmente o mais antigo cânone cristão conhecido do que ele chamou de "Antigo Testamento", tendo viajado para a Palestina (provavelmente para a biblioteca em Cesaréia Marítima) procurando obter informações precisas sobre quais livros deveriam ser aceitos como canônicos. Outros candidatos para o cânone cristão mais antigo incluem a Lista de Bryennios e o fragmento Muratoriano.

## Registro de Eusébio de Melito
O cânone de Melito é encontrado em Eusébio EH 4.26.13-14:
Assim, quando fui para Leste e cheguei ao lugar onde estas coisas foram pregadas e feitas, aprendi com precisão os livros do Antigo Testamento, e enviei-os a ti como escrito abaixo. Os seus nomes são os seguintes: de Moisés, cinco livros: Génesis, Exodo, Números, Levítico, Deuteronômio; Jesus Nave, Juízes, Rute; de Reis, quatro livros; de Crônicas, dois; os Palmes de David, o Provérbios de Salomão, Sabedoria também, Eclesiastes, Cantares, Livro de Cânticos, Job; dos Profetas, Isaías, Jeremias; do dois profetas, um livro; Daniel, Ezekiel, Esdras. Do qual também fiz os extratos, dividindo-os em seis livros.

## Recursos da Canon
A lista de Melito corresponde quase totalmente ao Tanakh judaico e ao cânone protestante.
O cânone de Melito inclui um livro de " Sabedoria ". Os estudiosos discordam se este é um nome alternativo para o Livro dos Provérbios ou uma referência ao Livro da Sabedoria.
Alguns pensam que a omissão do Livro de Ester foi acidental, mas a maioria dos estudiosos acha que foi intencional.
Neemias e Lamentações também não são mencionados, mas o primeiro é considerado parte de Esdras (sendo referido como Esdras), e Lamentações sendo parte de Jeremias.
A maioria dos estudiosos acha provável que Melito pretendia apresentar uma lista de 22 livros, o que era comum nas listas de cânones da Bíblia hebraica antes e depois de Melito.
A lista coloca o Livro dos Números antes de Levítico, a ordem oposta da maioria das listas canônicas. Este é um recurso também encontrado na Lista de Cheltenham e de Sectis. Esta é uma característica do cânone de Melito, e não um erro de Eusébio ou de seus copistas.